# Kosatica
Kosatica (izvirno srbsko Косатица) je naselje v Srbiji, ki upravno spada pod Občino Prijepolje; slednja pa je del Zlatiborskega upravnega okraja.

## Demografija
V naselju, katerega izvirno (srbsko-cirilično) ime je Косатица, živi 320 polnoletnih prebivalcev, pri čemer je njihova povprečna starost 52,1 let (50,9 pri moških in 53,3 pri ženskah). Naselje ima 149 gospodinjstev, pri čemer je povprečno število članov na gospodinjstvo 2,37.
To naselje je, glede na rezultate popisa iz leta 2002, večinoma srbsko, a v času zadnjih treh popisov je opazno zmanjšanje števila prebivalcev.
|  |

| Demografija | Demografija     | Demografija     |
| Leto        | Št. prebivalcev | Št. prebivalcev |
| ----------- | --------------- | --------------- |
|             |                 |                 |
|             |                 |                 |
|             |                 |                 |
|             |                 |                 |
| 1948        | 1032            |                 |
| 1953        | 1182            |                 |
| 1961        | 1255            |                 |
| 1971        | 1138            |                 |
| 1981        | 904             |                 |
| 1991        | 550             | 546             |
| 2002        | 382             | 353             |
|             |                 |                 |

| Etnična sestava po popisu iz leta 2002 | Etnična sestava po popisu iz leta 2002 | Etnična sestava po popisu iz leta 2002 | Etnična sestava po popisu iz leta 2002 | Etnična sestava po popisu iz leta 2002 |
| -------------------------------------- | -------------------------------------- | -------------------------------------- | -------------------------------------- | -------------------------------------- |
| Srbi                                   | Srbi                                   |                                        | 295                                    | 83,56%                                 |
| Bošnjaki                               | Bošnjaki                               |                                        | 31                                     | 8,78%                                  |
| Muslimani                              | Muslimani                              |                                        | 27                                     | 7,64%                                  |
| Neznano                                | Neznano                                |                                        | 0                                      | 0,0%                                   |